# Rorippa ramosa
Rorippa ramosa là một loài thực vật có hoa trong họ Cải. Loài này được Rollins miêu tả khoa học đầu tiên năm 1961.